# Żmudź-Kolonia
Żmudź-Kolonia [pronunciación en polaco: /ˈʐmut͡ɕ kɔˈlɔɲa/] es una aldea ubicada en el distrito administrativo de Gmina Żmudź, dentro del condado de Chełm, voivodato de Lublin, en el este de Polonia.